# PT-91
O PT-91 Twardy ( "duro" ou "resistente") é um tanque de guerra polonês. É uma evolução do T-72M1 e o primeiro prototipo entrou em serviço em 1995. O PT-91 foi desenvolvido no OBRUM (OBRUM para Ośrodek Badawczo-rozwojowy Urządzeń Mechanicznych - polonês de Centro de Pesquisa e Desenvolvimento para APARELHOS) e é produzido pela empresa Łabędy Bumar- parte do consórcio militar polonês - Bendini Group. Alterações do T-72 incluem um novo sistema de controle de fogo, eixo duplo, blindagem reativa, um motor mais potente, transmissão e carregador automático novos.

## Descrição
O PT-91, é mais uma das muitas versões do tanque T-72, neste caso fabricada na Polónia. O seu desenvolvimento começou em 1992 e a sua apresentação ocorreu em 1995. O veículo era fabricado nas fábricas Zaklady em Bumar-Labedy nas proximidades de Gliwice e era na realidade uma versão melhorada do T-72M1, fabricado durante muitos anos na Polónia, do qual foram produzidos pelo menos 1.600 unidades.
O tanque estava equipado com um canhão estabilizado de 125mm idêntico ao do modelo mais antigo (T-72M1) mas recebeu uma blindagem reativa adicional de concepção polaca chamada de ERAWA-1 (uma camada) ou ERAWA-2 (duas camadas), que foi colocada em volta da torre e em secções menos protegidas do casco do tanque.
O tanque estava equipado com sistemas de aviso, que permitem detectar sempre que o veículo é alvo de um apontador laser (o que permite ligar os lançadores de fumo para distorcer e impedir qualquer míssil de ser disparado de forma eficiente contra o tanque).
O sistema de combate SKO-1/DRAWA era de desenho local e o sistema óptico de intensificação de luminosidade foi substituído por um dispositivo de visão térmica acoplado a um designador laser.
O tanque recebeu ainda algumas alterações pontuais resultado da experiência polaca na operação deste veículo, como um assento dobrável para o condutor, um sistema polaco de protecção para operação em ambientes NBC, um novo perisópio que dá ao condutor um ângulo de visão de 30º a uma distância de 400m.
Veículo tem uma tripulação de três pessoas, incluindo o comandante, artilheiro e motorista. O PT-91 tem motor mais potente, comparando com o T-72. É equipado com o S-12U motor diesel, desenvolvendo 850 cavalos de potência. Houve também uma versão com um motor S-1000 turbo.
Mas o principal problema do PT-91 continua a ser o mesmo problema que afeta todos os T-72. O compartimento demasiado acanhado resultado do pequeno tamanho interno do tanque e o excessivo consumo do motor e incapacidade de disparar em movimento. O grande argumento de vendas do PT-91 era o seu preço, que se estimava em 750,000 Euros na altura e que era muito mais barato que o preço de um Leopard 2 ou um M1 Abrams. Que se atuavam na área dos 3 milhões de Euros.

## Armamento
O PT-91 Twardy está armado com um canhão de 125mm 2A46M L/51, que é semelhante à que e utilizado no T-72. A arma principal é equipado com um carregador automático. O PT-91 Twardy tem sistema de estabilização de novas armas e novo sistema de controle de incêndio. Outros sistemas e pontos eletrônicos também foram melhorados.
O armamento secundário consiste de uma metralhadora calibre 7,62 mm montada coaxialmente e uma metralhadora calibre 12,7 mm montada no telhado da torre.
O alcance eficaz do canhão de 125mm e de 2000 a 4500 metros e dispara um projétil a uma velocidade média de 1785 metros por segundo. A sua eficiência contra os demais meios e a seguinte.
- Tanque Principal de Batalha - Pode destruir um MBT a 1200 metros.
- Tanque de Batalha médio - A uma distancia de 1700 metros.
- Tanque de Batalha Leve - A mais de 2100 metros.
- Veículos blindados - A mais de 3500 metros.

## Blindagem

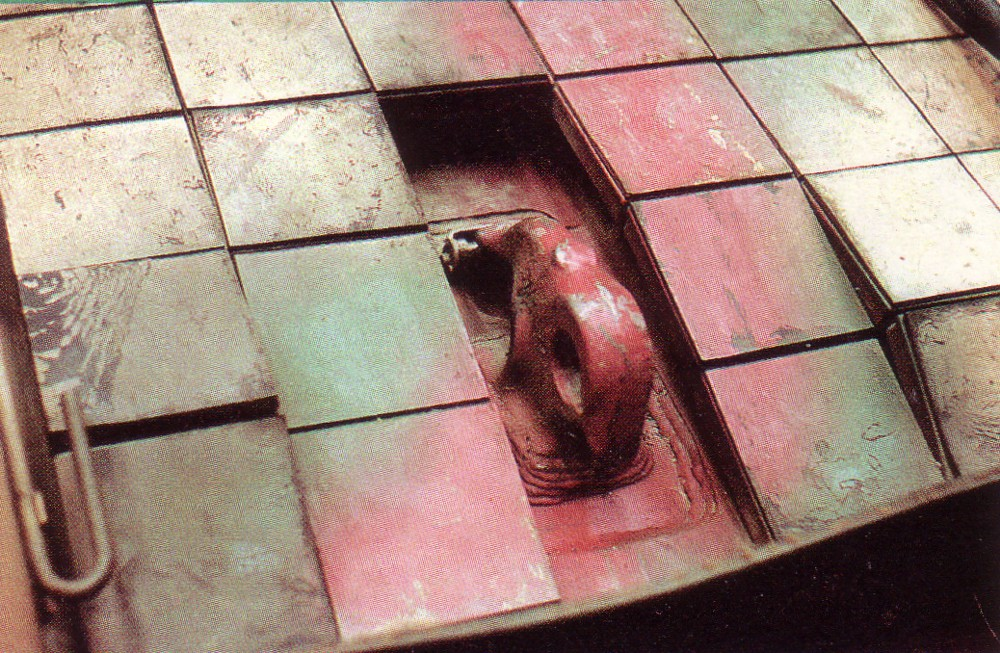
Detalhe da blindagem ERAWA.

A defesa do tanque principal batalha em alto-explosão de projéteis e mísseis é aumentada pela armadura Erawa nova dinâmica desenvolvida pela Polónia Military-Technical Institute. Essa defesa é composto por 394 azulejos com explosivos, detonantes, no caso de uma batida direta. As telhas cobrir 9m2 no tanque. 108 azulejos são colocados na torre, 118 no casco e 84 em cada lado do antitelas cumulativos. O Twardy utiliza aço antitelas acumulado em vez da borracha usado no T-72. Principal diferença em Erawa os análogos Soviética é que os contentores Erawa de caber quase sem falhas, enquanto na T-72 soviéticos modernizados lacunas atingir 10 – 15 mm visivelmente diminuindo a eficácia da defesa. Há duas alterações Erawa: Erawa-1 e -2, diferindo no peso dos explosivos.
As experiências mostraram que a defesa Erawa dinâmica diminui a alta explosão profundidade prova de fluxo por 50 - projéteis de 70% e undercaliber por 30 - 40%. Além disso, os recipientes explosivos não detonar quando atingidos por balas (até 30 mm), projéteis ou minas fragmentações, ou quando cobertas na queima de napalm ou gasolina.

## Variações

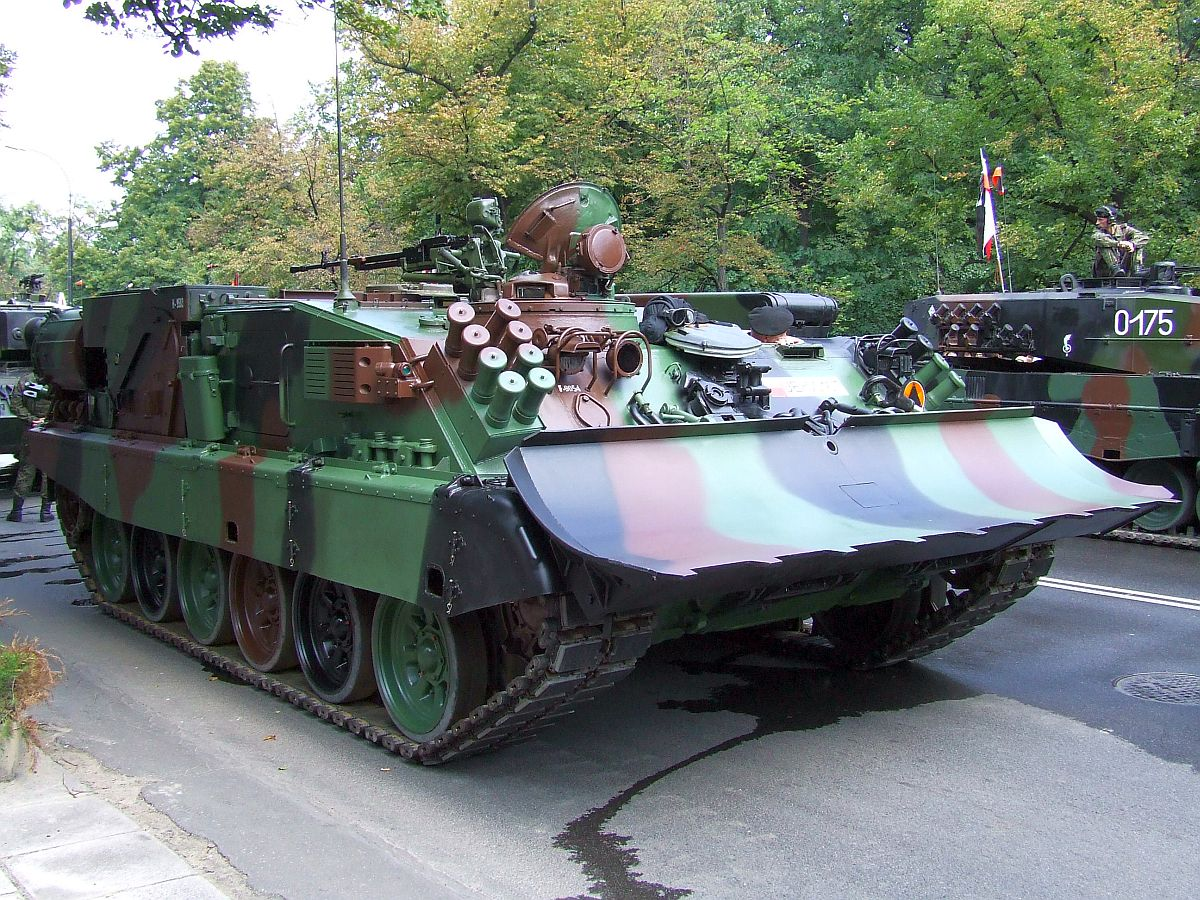
WZT-3

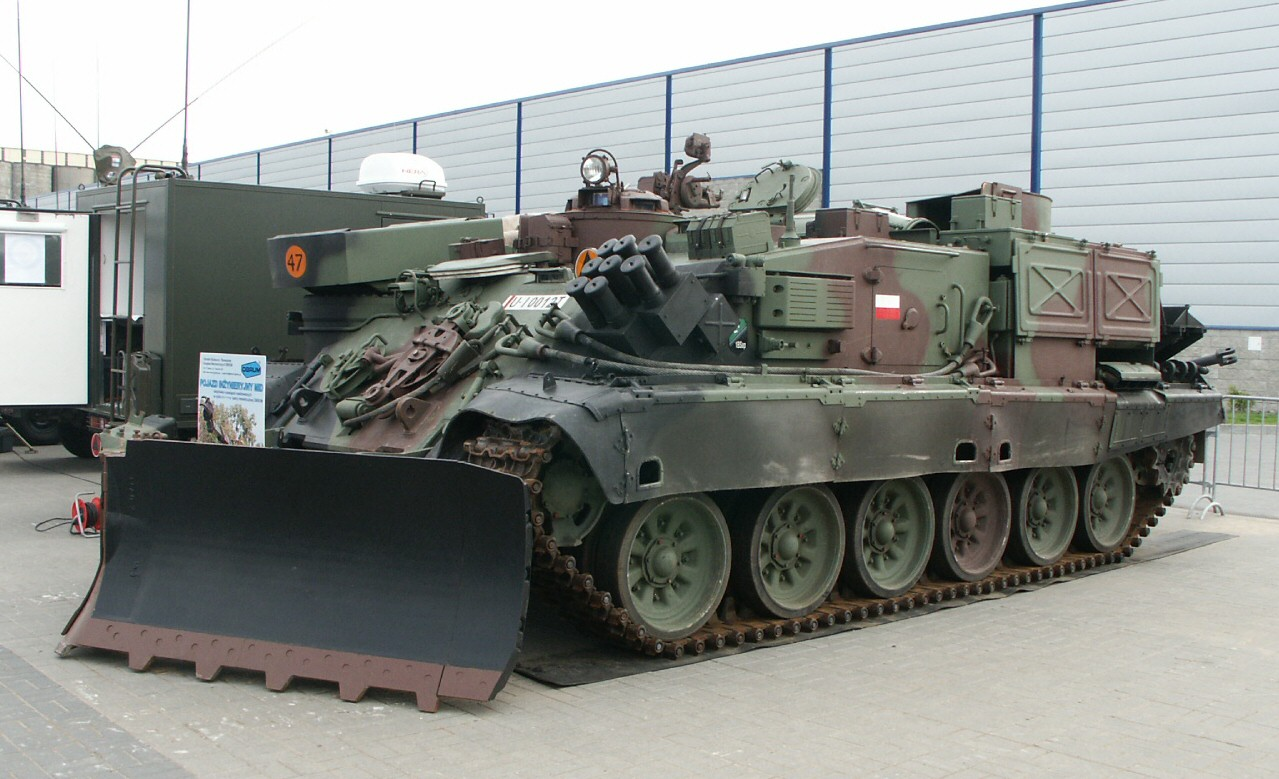
MID

- PT-91A tanque de batalha principal, equipado com o motor S-1000, o desenvolvimento de 1 000 cv.
- PT-91A1 tanque de comando.
- PT-91Ex. Esta variante é equipado com o mais novo PCO Drawa-TG sistema de controle de fogo com uma visão térmica e moderno sistema de comunicação ([[RADMOR] rádio RRC9310], WB Electronics Fonet-IP Teldat sistema de comunicação e sistema de gerenciamento de batalha). O veículo foi mostrado no número de eventos da América do Sul, incluindo SITDEF Peru'2009 Expo. Peru decidiu comprar um chinês MBT 2000.[6][7][8]
- PT-91M variante de exportação Pendekar fornecido para a Malásia. Esta MBT é equipado com 125 melhorou-gun mm, S-1000 motor, transmissão hidropneumática novo sistema francês de controle de incêndio, sistema de comunicação de novos e algumas outras mudanças.
- PT-94 Imitacje, desenvolvimento da PT-91 Twardy MBT. Este programa foi cancelado devido a problemas de financiamento.
- Loara automotora arma antiaérea.
- WZT-3 veículo blindado de recuperação.[9]
- MID-Veículo blindado de engenharia.
- PMC-90 bridgelayer blindado lançador de pontes.

## Principais Utilizadores

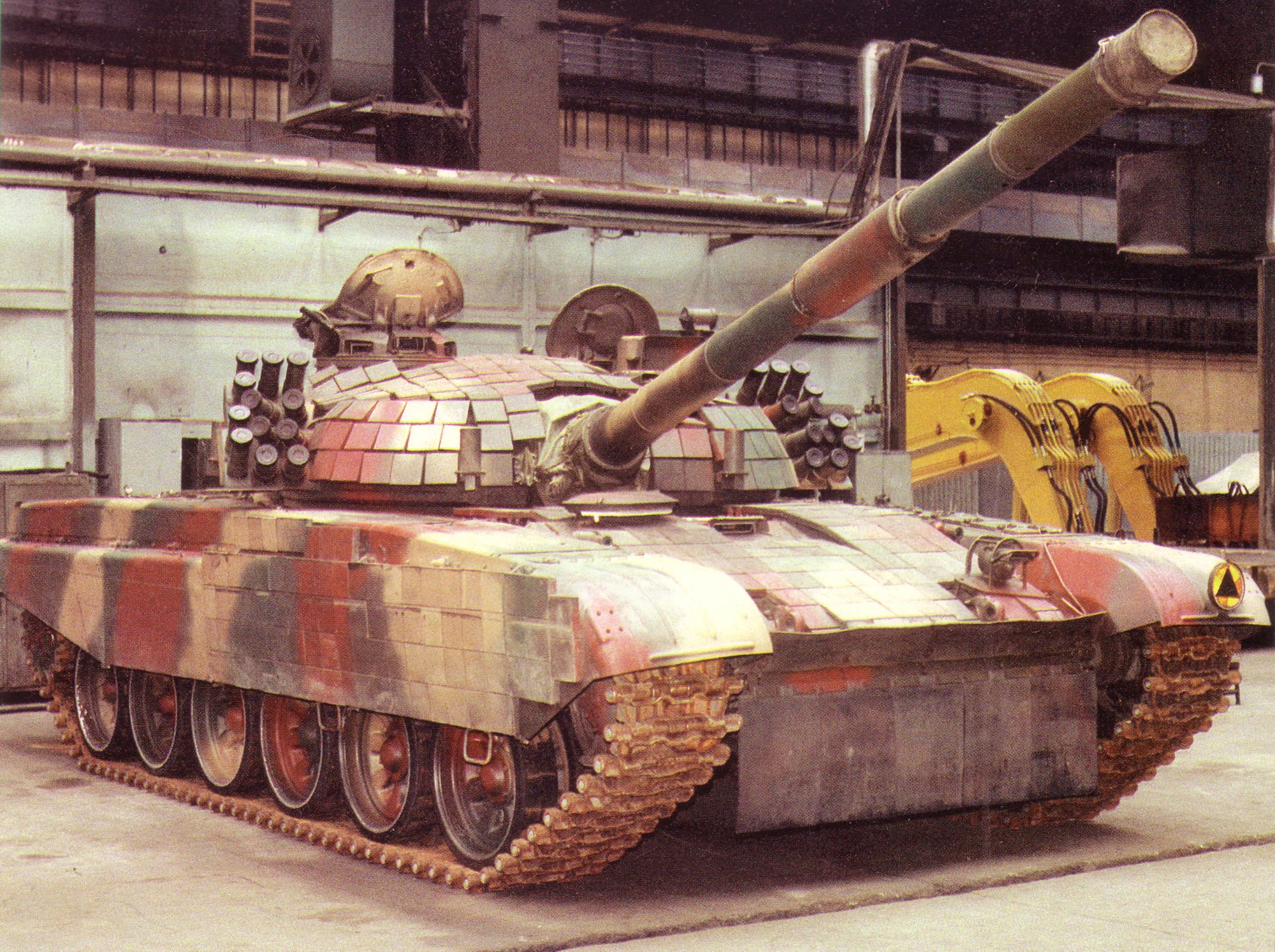
Twardy polonês

- Polónia

Designação Local: PT-91, PT-91MA, PT-91MA1
Quantidade: 232
Situação operacional: Em serviço
O exército da Polónia adquiriu mais de duas centenas de veículos PT-91 que substituíram os mais antigos T-72M. O exército da Polónia adquiriu ainda mais de quarenta unidades do veículo na versão de veículo de recuperação e engenharia. Os PT-91 continua em serviço no exército da Polónia, embora os tanques coexistam com os Leopard-2A4 que foram oferecidos pela Alemanha.
- Malásia

Designação Local: PT-91M
Quantidade: 48
Situação operacional: Em serviço
O exército da Malásia negociou em 2002 a aquisição de 48 veículos PT-91, que receberam algumas alterações relativamente à especificação original, tendo recebido eletrônica francesa da SAGEM e um canhão do tipo 2A46M mas de uma série mais moderna.
- Ucrânia

Número desconhecido doado para os ucranianos em julho de 2022. Em janeiro de 2023, cerca de 60 PT-91 Twardies começaram a ser enviados para a Ucrânia, junto com uma companhia de tanques Leopard 2.